# Nowe Miasteczko (gromada)
Nowe Miasteczko (do 3 V 1963 Szyba) – dawna gromada, czyli najmniejsza jednostka podziału terytorialnego Polskiej Rzeczypospolitej Ludowej w latach 1954–1972.
Gromady, z gromadzkimi radami narodowymi (GRN) jako organami władzy najniższego stopnia na wsi, funkcjonowały od reformy reorganizującej administrację wiejską przeprowadzonej jesienią 1954 do momentu ich zniesienia z dniem 1 stycznia 1973, tym samym wypierając organizację gminną w latach 1954–1972.
Gromadę Nowe Miasteczko z siedzibą GRN w mieście Nowym Miasteczku (nie wchodzącym w jej skład) utworzono 4 maja 1963 w powiecie nowosolskim w woj. zielonogórskim na mocy uchwały nr II/12/63 WRN w Zielonej Górze w związku z przeniesieniem siedziby GRN gromady Szyba z Szyby do Nowego Miasteczka i zmianą nazwy jednostki na gromada Nowe Miasteczko; równocześnie do nowo utworzonej gromady Nowe Miasteczko włączono wsie Niecierz i Borów Polski (bez przysiółków Zawada, Dziadoszyce i Bielice) z gromady Kożuchów w tymże powiecie.
1 stycznia 1972 do gromady Nowe Miasteczko włączono tereny o powierzchni 1574 ha z miasta Nowe Miasteczko w tymże powiecie.
Gromada przetrwała do końca 1972 roku, czyli do kolejnej reformy gminnej. 1 stycznia 1973 w powiecie nowosolskim utworzono gminę Nowe Miasteczko.